# International Wrestling League
IWL inició el 13 de agosto de 2010, teniendo al Ingeniero Martín Amaro Torres como Presidente y Fundador.
El primer show se realizó en la Arena López Mateos, en el cual, se llevó a cabo la 1ª Copa Mundial de la Lucha Libre, torneo en el cual participaron luchadores independientes de México y Estados Unidos.
El 25 de septiembre de 2010 en aras del crecimiento de la empresa, IWL cambió de sede y llegó al Deportivo Tlalli de Tlalnepantla, Estado de México,
El 14 de noviembre de 2010, Los Porros, conformados por Ángel o Demonio, León Rojo y Obett obtuvieron el Campeonato de Tríos de la IWL, esto tras vencer a Los Brazos, Jr. (Brazo de Plata, Jr., Brazo, Jr. & Brazo Metálico), a Los Payasos del Terror (Carroña, Miedo & Terror) y a La Secta Negra (Carta Brava, Jr., Cerebro Negro & Fantasma de la Ópera), en el evento realizado en el Salón Quinta Paraíso de Cuautitlán Izcalli, Estado de México.
Se llevan a cabo funciones en el Centro de Convenciones Tlalnepantla, Deportivo Tlalli, Arena La Afición de Pachuca, Deportivo Zaragoza de Atizapán, por mencionar algunas, y se tiene previsto realizar funciones en la Unión Americana.

## Eventos especiales
IWL Regalo de Navidad
IWL Tours

## Campeonatos
| Campeonato                                        | Actual campeón                                        | Derrotó a                                  | Fecha                    | Localización                   |
| ------------------------------------------------- | ----------------------------------------------------- | ------------------------------------------ | ------------------------ | ------------------------------ |
| IWL World Heavyweight Championship                | Dr. Wagner, Jr.                                       | L.A. Park                                  | 1 de octubre de 2013     | Pachuca, México                |
| IWL Independent Heavyweight Championship          | El Canek                                              |                                            | 28 de septiembre de 2013 | Ciudad Nezahualcóyotl, México  |
| IWL International Championship                    | Super Crazy                                           |                                            | 14 de septiembre de 2013 | Tlalnepantla, Estado de México |
| IWL International Junior Heavyweight Championship | Carta Brava Jr.                                       | Astro Latino                               | 27 de agosto de 2013     | Tlalnepantla, Estado de México |
| IWL Lightweight Championship                      | The Medic's III                                       |                                            | 18 de junio de 2013      | Pachuca, México                |
| IWL Internet Championship                         | Perico                                                | Ninja de Fuego                             | 20 de abril de 2013      | Atizapan de Zaragoza, México   |
| IWL International Tag Team Championship           | Dinamic Black & Fresero Jr.                           |                                            | 5 de noviembre de 2013   | Pachuca, México                |
| IWL Trios Championship                            | Angel o Demonio, Leon Rojo & Obett                    | Monster Clown, Murder Clown & Psycho Clown | 18 de junio de 2013      | Pachuca, México                |
| WWA World Trios Championship                      | Carta Brava Jr., Cerebro Negro & Fantasma de la Ópera | Super Muneco, Super Pinocho & Super Ratón  | 14 de septiembre de 2013 | Tlalnepantla, Estado de México |
| IWL Atómicos Championship                         | Angel o Demonio, Leon Rojo, Obett & Perico            |                                            | 2013                     | México                         |